# مقالة موقف
ورقة الموقف هي مقال يعرض رأيًا ما بشأن إحدى القضايا. ويكون عادةً رأي الكاتب أو جهة أخرى محددة، مثل حزب سياسي. وأوراق المواقف تُنشَر في المجال الأكاديمي والسياسي والقانوني وغير ذلك من المجالات الأخرى.
وتتراوح أوراق المواقف ما بين أبسط التنسيقات المتمثلة في خطاب إلى المحرر وصولاً إلى أكثرها تعقيدًا المتمثلة في خطاب الموقف الأكاديمي. تُستخدم أوراق المواقف أيضًا بواسطة المنظمات الكبيرة لنشر المعتقدات والتوصيات الرسمية للمجموعة.

## في المجال الأكاديمي
تتيح أوراق المواقف في الأوساط الأكاديمية إمكانية إجراء مناقشات بشأن الموضوعات الناشئة حديثًا بعيدًا عن التجارب والأبحاث التقليدية التي تقدمها عادة الأوراق الأكاديمية. وفي الغالب، تعزز أوراق المواقف آراء أو مواقف تُطرَح مصحوبة بأدلة من مناقشة موضوعية مكثفة للموضوع.

## في السياسة
تحقق أوراق المواقف أقصى فائدة في السياقات التي يمثل فيها الإدراك المُفصَّل لآراء كيان آخر أهمية. لذا، يشيع استخدام هذه الأوراق في الحملات السياسية، والمنظمات الحكومية، والأوساط الدبلوماسية، وفي الجهود الرامية لتغيير القيم (عن طريق، مثلاً، إعلانات الخدمة العامة) وترسيخ العلامات التجارية للمؤسسات. تلعب كذلك هذه الأوراق دورًا مهمًا في عملية نموذج محاكاة الأمم المتحدة.
وفي الحكومة، تحتل ورقة الموقف مكانًا متوسطًا ما بين الورقة البيضاء و الورقة الخضراء ، إذ تؤكد على آراء مؤكدة وتقترح حلولاً، لكنها لا تحدد تفاصيل خطط معينة لتنفيذ هذه الحلول.

## في القانون
في القانون الدولي، المصطلح المُستخدَم للتعبير عن ورقة الموقف هو Aide-mémoire. وAide-Mémoire هي مفكرة تطرح النقاط الثانوية في خلاف أو نقاش مقترَح، وتُستخدَم بوجه خاص في الاتصالات غير الدبلوماسية.

## وصلات خارجية
- Writing a Position Paper، University of Hawai‘i - West O‘ahu، مؤرشف من الأصل في 2007-03-16، اطلع عليه بتاريخ 2008-08-25
- Sample Position Paper، United Nations Association of the United States of America، مؤرشف من الأصل في 2008-04-10، اطلع عليه بتاريخ 2008-08-25